# Faribault County
Faribault County is een county in de Amerikaanse staat Minnesota.
De county heeft een landoppervlakte van 1.848 km² en telt 16.181 inwoners (volkstelling 2000). De hoofdplaats is Blue Earth.

## Bevolkingsontwikkeling

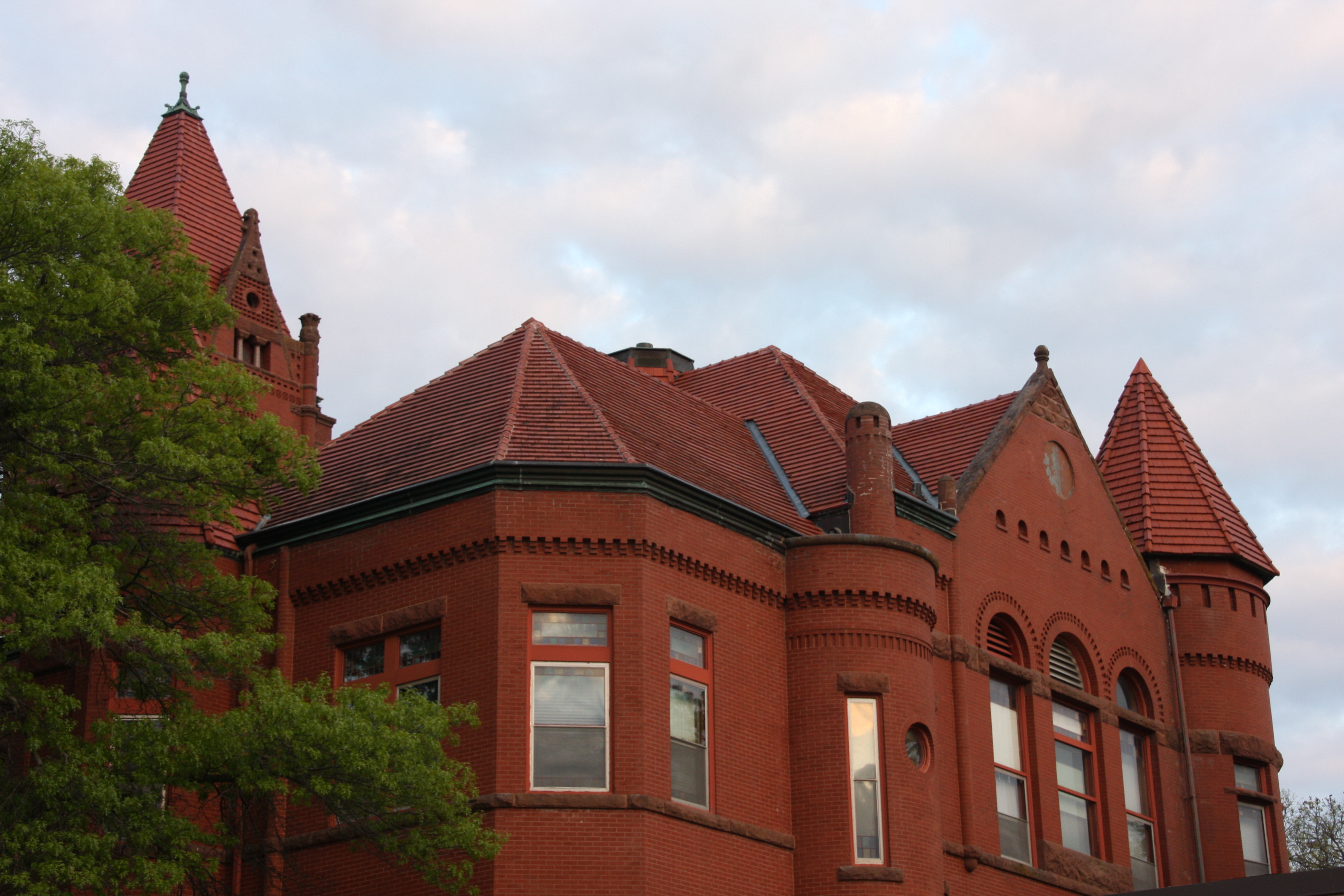
Faribault County Courthouse